# Naafmotor
Een naafmotor is een elektromotor die in een wiel is ingebouwd.

## Fiets
Deze uitermate lichte motortjes werden vroeger onder andere geleverd door Berini, EFA, Eysink, Wingwheel, Motobécane, Sachs, Villiers en Sinamec. Tegenwoordig zijn er vele nieuwe merken en beleeft de naafmotor een opleving omdat de haalbare prestaties van de motoren beter worden. Dit komt voornamelijk door de ontwikkeling van  lichtere en efficiëntere batterij technieken zoals lithium-ion.

## Bus
De naafmotor die gebruikt wordt bij elektrische bussen werd door het Apeldoornse ingenieursbureau e-Traction toegepast in Whisperbus en wordt in Duitsland gebruikt in het ZeEUS project. Deze worden in Duitsland gemaakt door Ziehl-Abegg uit Künzelsau. Hiervoor worden bussen van het merk Sileo, type S12 en S18 en werd bij het merk VDL Bus & Coach, type Citea gebruikt.